# Opstand in Tibet (1750)
De Opstand in Tibet van 1750 vond plaats in Lhasa plaatsvond en duurde enkele dagen. De opstand begon op 11 november 1750 nadat de heerser en regent van Tibet, Gyurme Namgyal, door de twee Chinese ambans werd vermoord.
Tijdens deze opstanden tegen het Chinese gezag werden beide ambans, 51 Chinese militairen en 77 Chinese burgers vermoord. Een jaar later werden de oproerleider Lobsang Trashi en veertien andere opstandelingen op gruwelijke wijze geëxecuteerd.

## Voorgeschiedenis
Toen Gyurme Namgyal op 11 november 1750 door de twee Chinese ambans Fucin en Labdon werd vermoord, hoorde Lobsang Trashi tot het kleine gevolg van de regent die in een kleine voorkamer van de residentie van de ambans op hem wachtte. De moord van de ambans op alle begeleiders ontliep Trashi, omdat hij zich via een sprong uit het raam in veiligheid wist te brengen.
Direct na de moord stuurden de ambans een bode naar minister Gashi Pandita met de sommatie de regeringszaken provisorisch over te nemen en in Lhasa voor rust en orde te zorgen. De verbouwereerde minister zocht echter eerst de zevende dalai lama op voor raad. In deze tijd van beraadslagingen brak in Lhasa een storm van oproer uit.

## De opstand
Meteen na zijn vlucht uit de residentie van de ambans, verspreidde Lobsang Trashi het bericht over de moord op de regent.
In korte tijd verzamelde zich een menigte van meer dan duizend bewapende inwoners van de stad die zeer opgewonden naar de residentie van de ambans trokken. Gashi Pandita had geen mogelijkheid om in te grijpen, omdat zich geen reguliere troepen van het Tibetaanse leger in Lhasa ophielden.
De dalai lama zond enkele van zijn secretarissen naar de menigte om ze tot rust te manen en gewelddadige acties af te houden. De in Lhasa aanwezige Ngawang Chogden, eerste Reting rinpoche en de belangrijkste hoogwaardigheidsbekleder van de gelugtraditie, probeerde persoonlijk eveneens tevergeefs de menigte tegen te houden.
Vervolgens werd de residentie van de ambans belegerd en in brand gestoken. De met meerdere messteken verwondde Fucin beging zelfmoord. Labdon overleed tijdens zijn gevecht met de opstandelingen. 49 Chinese soldaten en twee officieren die de residentie verdedigden, kwamen eveneens om het leven. Het volgende doel van de opstandelingen was de schatkamer van de Chinese soldaten waar ze 85.000 tael buit maakten.
Daarna richtte de woede van de menigte zich tegen de in Lhasa levende Chinese burgers; van hen kwam 77 om het leven. De overige ca. 200 Chinese burgers wist zich in veiligheid te brengen in het Potalapaleis, waar hen toevlucht en hulp geboden werd.

## Einde van de opstand
Het oproer eindigde zo plotseling als hij uitgebroken was.
De opstandelingen vonden geen steun van de zijde van de Tibetaanse adel en leden van de regering van Tibet. Beide groepen waren in tegenstelling tot de vermoorde Gyurme Namgyal van opvatting, dat het uitdagen van de grootmacht Mantsjoe-China voor de Tibetanen slechts kon eindigen in een militaire catastrofe.
De dalai lama, die aan het hoofd stond van de gelugorde had verder te rekenen met de talrijke Tibetaanse kloosters van zijn orde in Oost-Tibet en Mongolië. Zijn zorg stond in eerste plaats voor zijn religieuze instellingen. Daarbij was de Mantsjoe-keizer Qianlong een grote stimulator van het Tibetaans boeddhisme.
Twee dagen na de dood van Gyurme Namgyal en de ambans, op 13 november 1750, benoemde de zevende dalai lama zijn minister Gashi Pandita tot voorlopige regent. Hij kreeg de opdracht de regering te leiden tot binnenkomst van de uiteindelijke beschikkingen van de keizer. Tegelijkertijd vaardigde hij een proclamatie uit, waarin hij alle Tibetanen verbood Lobsang Trashi en zijn aanhangers te ondersteunen.
Lobsang Trashi ontvluchtte met zijn aanhangers Lhasa met als doel zich met het bemachtigde geld in Dzjoengarije te vestigen. Op 21 november 1750 liet Gashi Pandita de dalai lama weten dat Lobsang Trashi en veertien van zijn aanhangers waren vastgenomen. Eveneens was een groot deel van het geroofde geld veilig gesteld. Op 22 november was de situatie zo rustig geworden, dat de Chinese vluchtelingen in hun huizen in Lhasa konden terugkeren.

## Chinese reactie
De Chinezen hadden een leger van 3000 man naar Lhasa te afgezonden. Nadat de situatie in Lhasa zich weer had gekalmeerd, liet de dalai lama dit per ijlbode aan het keizerlijk hof weten. Hierop besloot de Mantsoe-generaal Cereng het aantal soldaten te reduceren tot 800 man.
De eerste vertegenwoordiger van de Chinese keizer die Lhasa na het oproer met een persoonlijke escorte bereikte, was Bandi, de Chinese vertegenwoordiger van het gebied Kokonor (huidig Qinghai). Bij binnenkomst eiste hij meteen de uitlevering van de opstandelingen. Na een kort verhoor met toepassing van foltering kondigde hij de executie van de Lobsang Trashi af. Een interventie van de dalai lama die verzocht om een mildere straf was tevergeefs.
Luciano Petech beschreef het einde van de opstandelingen als volgt:
Op 23 januari 1751 werd Lhasa, vergelijkbaar met 1728, opnieuw getuige van een volgend voorbeeld van gruwelijk Chinese justitie. Lobsang Trashi en zes andere aanvoerders van de rebellie werden door middel van het snijden in stukken geëxecuteerd. Andere personen werden onthoofd of gewurgd. De hoofden van de geëxecuteerden werden op stangen geprikt en aan het publiek tentoongesteld. De overige aanvoerders werden verbannen en hun bezittingen ontnomen.— Luciano Petech (1972) China and Tibet in the Early XVIIIth Century, pag. 225